# Dolenje Mokro Polje
Dolenje Mokro Polje este o localitate din comuna Šentjernej, Slovenia, cu o populație de 171 de locuitori.